# Luther Memorial Lutheran Church
De Luther Memorial Lutheran Church is een lutherse kerk in de wijk Broadview in Seattle. De kerk is gebouwd in 1957 en heeft geen toren.